# Automolis rosacea
Automolis rosacea är en fjärilsart som beskrevs av Bethune-Baker 1911. Automolis rosacea ingår i släktet Automolis och familjen björnspinnare. Inga underarter finns listade i Catalogue of Life.